# Regierung Mirek Topolánek I
Die Regierung Topolánek I war die Regierung der Tschechischen Republik vom 4. September 2006 bis 9. Januar 2007 nach der Parlamentswahl 2006. Vom 11. Oktober 2006 agierte sie kommissarisch, da sie nicht die Anerkennung des Abgeordnetenhauses fand.

## Hintergrund
Präsident Václav Klaus beauftragte den Kandidaten der stimmenstärksten Fraktion der ODS Mirek Topolánek (81 Abgeordnete) mit der Regierungsbildung am 16. August 2006. Zusammen mit den avisierten Koalitionspartnern (Christdemokraten und Grüne) erreichte sie genau 50 Prozent der Mandate, sodass eine Pattsituation zwischen den politischen Lagern entstand. Denn auf die linken Parteien ČSSD und die KSČM waren zusammengerechnet ebenfalls 50 Prozent der Mandate entfallen.
Da die Sozialdemokraten die avisierte Koalitionsregierung nicht tolerierten, entschied sich Topolánek für eine Regierung aus Mitgliedern der ODS und parteilosen Ministern, die am 4. September 2006 vom Staatspräsidenten angelobt wurde.
Doch auch für diese Regierung konnte Topolánek keine Zustimmung finden. Die Regierung wurde am 3. Oktober 2006 vom Parlament abgelehnt. Gemäß den verfassungsmäßigen Vorgaben musste Topolánek dem Staatspräsidenten seinen Rücktritt anbieten, was am 11. Oktober geschah. Gemäß Artikel 62 Absatz d) blieb das Kabinett bis 9. Januar 2007 nur noch kommissarisch im Amt, bis seine zweite Regierung vereidigt wurde.

## Regierungsmitglieder
| Geschäftsbereich                                                            | Name des Ministers | Partei | Partei    |
| --------------------------------------------------------------------------- | ------------------ | ------ | --------- |
| Ministerpräsident der Tschechischen Republik                                | Mirek Topolánek    |        | ODS       |
| Stellvertretender Ministerpräsident und Minister für Arbeit und Sozialwesen | Petr Nečas         |        | ODS       |
| Minister des Inneren und für Informatik                                     | Ivan Langer        |        | ODS       |
| Außenminister                                                               | Alexandr Vondra    |        | parteilos |
| Minister für Verteidigung                                                   | Jiří Šedivý        |        | parteilos |
| Minister der Finanzen                                                       | Vlastimil Tlustý   |        | ODS       |
| Verkehrsminister                                                            | Aleš Řebíček       |        | ODS       |
| Minister für Industrie und Handel                                           | Martin Říman       |        | ODS       |
| Ministerin für Landwirtschaft                                               | Milena Vicenová    |        | parteilos |
| Minister für Gesundheit                                                     | Tomáš Julínek      |        | ODS       |
| Ministerin für Schulwesen, Jugend und Sport                                 | Miroslava Kopicová |        | parteilos |
| Umweltminister                                                              | Petr Kalaš         |        | parteilos |
| Kulturminister                                                              | Martin Štěpánek    |        | parteilos |
| Minister für Regionalentwicklung                                            | Petr Gandalovič    |        | ODS       |
| Justizminister und Vorsitzender des Legislativrates                         | Jiří Pospíšil      |        | ODS       |